# 塞诺维尔
塞诺维尔（法語：Sénoville，法語發音：[senɔvil]）是法国芒什省的一个市镇，属于瑟堡区。

## 地理
塞诺维尔（49°26'1"N, 1°46'50"W）面积7.22 平方千米，位于法国诺曼底大区芒什省，该省份为法国西北部沿海省份，西、北、东北三面环大西洋，东起顺时针与卡爾瓦多斯省、奧恩省、马耶讷省和伊勒-维莱讷省接壤。
与塞诺维尔接壤的市镇（或旧市镇、城区）包括：博比尼、莱穆瓦捷达洛讷、博蒙地区索尔托斯维尔、叙尔坦维尔、科唐坦地区布里克贝克。

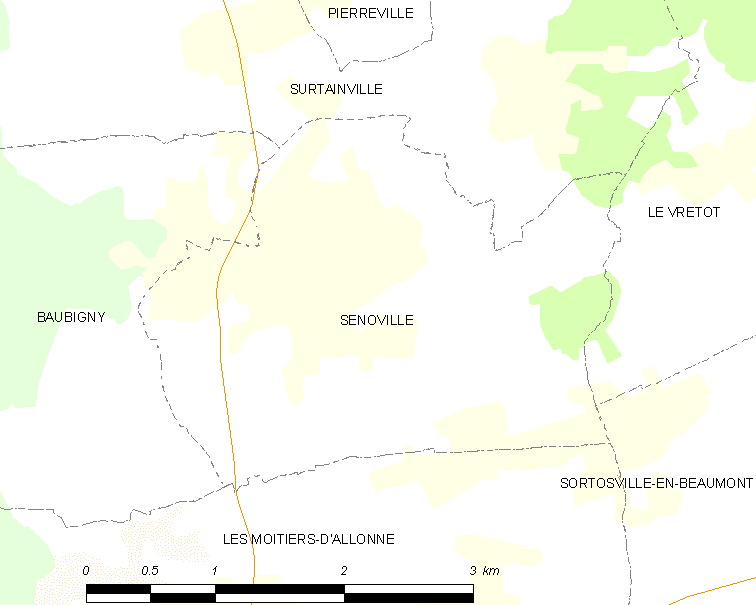
塞诺维尔的OSM定位图

塞诺维尔的时区为UTC+01:00、UTC+02:00（夏令时）。

## 行政
塞诺维尔的邮政编码为50270，INSEE市镇编码为50572。

## 政治
塞诺维尔所属的省级选区为莱皮约县。

## 人口

1962-2008年间塞诺维尔人口变化图示

塞诺维尔于2022年1月1日时的人口数量为191人。